# علي صباح
علي صباح عداي القيسي (1 كانون الثاني 1977) هو حكم كرة قدم عراقي، وهو حكم دولي كامل للاتحاد الدولي لكرة القدم، أصبح علي صباح حكماً للاتحاد الدولي لكرة القدم (الفيفا) في عام 2002، كما كان حكماً في المسابقات بما في ذلك تصفيات كأس العالم لكرة القدم 2018، بدءاً بمباراة المرحلة الثانية بين فلسطين والإمارات العربية المتحدة.

## إدارة مباريات
| كأس آسيا 2019 | كأس آسيا 2019      | كأس آسيا 2019      | كأس آسيا 2019            |
| تاريخ         | المباراة           | المكان             | الجولة                   |
| ------------- | ------------------ | ------------------ | ------------------------ |
| 12 يناير 2019 | لبنان 0–2 السعودية | ملعب آل مكتوم, دبي | كأس آسيا 2019 المجموعة ر |